# Halil
Halil ist ein arabischer männlicher Vorname (arabisch خليل, DMG Ḫalīl) mit der Bedeutung „ein enger Freund“, der auch im Türkischen und Albanischen sowie als Familienname vorkommt. Die türkische weibliche Form des Vornamens ist Halile.

## Namensträger

### Osmanische Zeit
- Halil Rıfat Pascha (1827–1901), osmanischer Staatsmann und Großwesir
- Halil Şerif Pascha (1831–1879), osmanischer Diplomat und Kunstsammler

### Vorname
- Halil İbrahim Akçay (* 1960), türkischer Fußballspieler
- Halil Altındere (* 1971), kurdisch-türkischer Multimedia- und Aktionskünstler
- Halil Altıntop (* 1982), türkischer Fußballspieler
- Halil Berktay (* 1947), türkischer Historiker, Hochschullehrer und Kolumnist
- Halil Çolak (* 1988), niederländisch-türkischer Fußballspieler
- Halil Dervişoğlu (* 1999), niederländisch-türkischer Fußballspieler
- Halil İbrahim Dinçdağ (* 1976), türkischer Fußballschiedsrichter
- Halil Ergün (* 1946), türkischer Schauspieler
- Halil Gülbeyaz (* 1962), deutscher Fernsehjournalist, Dokumentarfilmer und Autor
- Halil Haxhosaj (* 1946), albanischer Schriftsteller
- Halil İnalcık (1916–2016), türkischer Historiker
- Halil Kaya (1920–2000), türkischer Ringer
- Halil Kut (1882–1957), osmanischer General
- Jakup Halil Mato (1934–2005), albanischer Literaturwissenschaftler, Essayist und Literaturkritiker
- Sulejman Halil Mato (* 1941), albanischer Schriftsteller
- Halil Umut Meler (* 1986), türkischer Fußballschiedsrichter
- Halil Mutlu (* 1973), türkischer Gewichtheber
- Halil İbrahim Pehlivan (* 1993), türkischer Fußballspieler
- Halil Savran (* 1985), deutsch-türkischer Fußballspieler
- Hacı-Halil Uslucan (* 1965), deutscher Psychologe, Migrationsforscher, Kolumnist und Autor
- Halil Yeral (* 2000), türkischer Fußballspieler
- Halil Zeybek (* 1985), türkischer Fußballspieler

### Familienname
- Ahmad Halil, islamischer Oberrichter von Jordanien
- Patrona Halil († 1730), osmanischer Aufständischer, siehe Patrona-Halil-Aufstand
- Shirzat Halil (* 1997), chinesischer Fußballspieler
- Yusuf Halil (* 1991), türkischer Eishockeyspieler

## Sonstiges
- Halil, Fluss im Iran
- Halil, Dorf in Albanien